# 사랑과 눈물
"사랑과 눈물"은 1992년에 개봉한 대한민국의 영화이고  남기남 감독은 빠르게 높아지는 관객들의 눈높이와 갈수록 격차가 벌어져 해당 작품 등 영화 연출을 맡은 작품이 연속 실패했으며 1996년 개봉 예정이었으나 이런저런 사정 탓인지 1998년으로 바뀐 《천년환생》의 실패 뒤 한동안 영화 연출 활동을 잠정 중단했고 우여곡절 끝에 <너 없는 나>로 영화 연출 활동을 재개했지만  개봉이 되지 못하기도 했는데 그나마 1998년 남기남 감독이 연출한 영화 중  극장 개봉한 것은 《천년환생》이 유일했다.

## 캐스팅
- 선우재덕 : 준태 역
- 강희영 : 미끼꼬 역
- 윤일봉
- 이낙훈
- 강부자
- 서권순
- 이해룡
- 박동룡
- 김기종
- 주상호
- 신성하
- 홍충길
- 박준혜
- 최원미
- 황인조
- 정봉연
- 민복기 (특별출연)